# 幕末の年表
幕末の年表（ばくまつのねんぴょう）は、江戸時代後期（幕末）に関する年表。
凡例
- 年月日は旧暦

## 黒船来航以前
| 黒船来航以前                | 黒船来航以前                                                                        | 黒船来航以前 | 黒船来航以前 |
| 年号                        | 内政                                                                                | 外交 | その他 |
| --------------------------- | ----------------------------------------------------------------------------------- | --- | --- |
| 1792年（寛政4年）           |                                                                                     | ロシア使節アダム・ラクスマン、根室に来航。大黒屋光太夫を送還する。老中・松平定信は限定的な通商を考慮し、信牌を交付。                                                                           | |
| 1804年（享和4年/文化元年）  |                                                                                     | 信牌を持ったロシア使節ニコライ・レザノフ、長崎に来航するが交渉不成立。この頃から鎖国は祖法であるとの認識が生まれた。                                                                           | |
| 1806年（文化3年）           | 文化の薪水給与令                                                                    | 翌年にかけて、レザノフの部下フヴォストフら、蝦夷地北辺を襲撃（文化露寇、フヴォストフ事件）。                                                                                                   | |
| 1807年（文化4年）           | 薪水給与令が撤回される。 西蝦夷地を幕府直轄地とする。箱館奉行を廃し松前奉行を置く。 | | |
| 1808年（文化5年）           |                                                                                     | フェートン号事件 | |
| 1811年（文化8年）           |                                                                                     | ゴローニン事件。高田屋嘉兵衛を送還する。 | |
| 1816年（文化13年）          |                                                                                     | イギリス軍艦ライラ号・アルセスト号、琉球に来航。 | |
| 1818年（文化15年/文政元年） |                                                                                     | イギリス人ピーター・ゴードン、浦賀に来航。 | |
| 1824年（文政7年）           |                                                                                     | イギリス捕鯨船員、常陸大津浜に上陸し水戸藩に捕らえられる。 イギリス捕鯨船員、南西諸島の宝島に上陸し騒動を起こす。                                                                              | |
| 1825年（文政8年）           | 異国船打払令                                                                        | | |
| 1828年（文政11年）          | シーボルト事件                                                                      | | |
| 1830年（文政13年）          |                                                                                     | ナサニエル・セイヴァリーら白人5人と太平洋諸島出身者25人が小笠原諸島に入植・移住民となる。 | |
| 1836年（天保7年）           | 天保騒動                                                                            | | |
| 1837年（天保8年）           | 大塩平八郎の乱 徳川家慶が江戸幕府第12代征夷大将軍に就任。                           | モリソン号事件 | |
| 1838年（天保9年）           | 水戸藩主・徳川斉昭、『弘道館記』に尊王攘夷を示す（草案は藤田東湖）。                | | |
| 1839年（天保10年）          | 蛮社の獄                                                                            | | |
| 1840年（天保11年）          |                                                                                     | | アヘン戦争（1842年まで） |
| 1841年（天保12年）          | 天保の改革                                                                          | | |
| 1842年（天保13年）          | 天保の薪水給与令                                                                    | | イギリスと清国が南京条約を締結。                                                                                             |
| 1843年（天保14年）          |                                                                                     | イギリス軍艦サマラン号、八重山諸島に上陸し測量を行う。 | |
| 1844年（天保15年）          |                                                                                     | フランス軍艦アルクメーヌ号、琉球に来航し、宣教師を残す。 オランダ国王ウィレム2世、親書（草案はシーボルト）を送り開国を勧告する。筆頭老中・水野忠邦は開国を主張するも、他老中の賛同を得られず。 | |
| 1845年（弘化2年）           | 阿部正弘、老中首座となる。阿部により海防掛が常設職とされた。                        | サマラン号、長崎に来航。 アメリカ捕鯨船（マーケイター・クーパー船長）、浦賀に来航。日本人漂流民を送還する。                                                                                    | |
| 1846年（弘化3年）           | 孝明天皇即位                                                                        | アメリカ東インド艦隊司令官ジェームズ・ビドル、浦賀に来航し通商条約を求めるが、幕府は拒絶。 | |
| 1848年（嘉永元年）          |                                                                                     | | ヨーロッパ諸国で諸国民の春（1848年革命)と呼ばれる自由主義・国民主義運動が広まった。                                          |
| 1849年（嘉永2年）           |                                                                                     | アメリカ軍艦プレブル号（ジェームス・グリン艦長）、アメリカ人漂流民救出のために長崎に来航。 イギリス軍艦マリナー号、浦賀と下田に来航し測量を行う。                                              | |
| 1851年（嘉永4年）           |                                                                                     | ジョン万次郎、アメリカ船で帰国。 | |
| 1852年（嘉永5年）           |                                                                                     | オランダ商館長のヤン・ドンケル・クルティウス、オランダ風説書にてアメリカ艦隊来航を通告し、それ以前にオランダとの通商条約を結ぶことを提案するが、幕府はこれを拒否。                             | 11月、米東インド艦隊司令長官マシュー・ペリーが、米国大統領ミラード・フィルモアの親書を携えてバージニア州ノーフォークを出航。 |

## 嘉永6年（1853年2月8日-1854年1月28日）
- 6月3日（1853年7月8日） マシュー・ペリー、4隻からなる艦隊（内蒸気船2隻）を率いて浦賀に来航して通商を要求し、6月10日に江戸湾に入り、上陸の気勢を示す[2]。6月12日に日本を離れる（黒船来航）
- 6月22日（1853年7月27日） 将軍徳川家慶、死去
- 7月1日 （1853年8月5日）阿部正弘、大名や幕臣に広く意見を求める。このとき提出された勝麟太郎の海防意見書を大久保忠寛が目にとめ、阿部に推挙する
- 7月18日（1853年8月22日） ロシアのエフィム・プチャーチン、4隻からなる艦隊（内小型蒸気船1隻）を率いて長崎に来航して通商を求め、10月23日まで滞在
- 7月26日（1853年8月30日）アメリカからの書簡を役人や諸藩に見せ、意見を集める[2]。
- 8月6日（1853年9月8日） 幕府、砲術家高島秋帆の禁固を解いて、韮山代官江川英龍の配下に置く
- 8月15日（1853年9月17日） 幕府、大砲50門の鋳造を佐賀藩に要請
- 8月24日（1853年9月26日） 幕府、江川英龍の指揮のもと、品川沖台場の築造を始める
- 9月15日（1853年10月17日） 大船建造の禁が廃止される。それに先立ち洋式帆走軍艦昇平丸（薩摩藩）、旭日丸（水戸藩）、鳳凰丸（浦賀奉行）の建造が開始されている
- 10月23日（1853年11月23日） 徳川家定、13代将軍に就任
- 11月7日（1853年12月23日） 幕府、米国から戻っていたジョン万次郎を旗本格として登用、中濱の苗字を与える
- 12月5日（1854年1月3日） プチャーチン、再来航。翌年1月8日まで滞在

## 嘉永7年/安政元年（1854年1月29日-1855年2月16日）
- 1月16日 （1854年2月13日）ペリー、再来航。9隻の軍艦を率いて浦賀に来航し、江戸海岸に近づかんとする気勢を示す[2]。
- 1月24日（1854年2月21日） 一朱銀を通用開始
- 2月10日(1854年3月8日)　幕府の全権、ペリーと横浜にて談判開始[2]。
- 3月3日（1854年3月31日） 日米和親条約調印
- 4月6日(1854年5月2日)　吉田松陰、国禁を犯して米国に航しようとした罪で投獄される[2]。
- 5月22日(1854年6月17日)　伊豆下田にて日米和親条約（神奈川条約）付録12条調印[2]
- 7月11日（1854年8月4日）「日の丸」の幟を日本惣（総）船印とする事を決定する
- 8月23日（1854年10月14日） 日英和親条約調印（英国東インド艦隊司令ジェームズ・スターリング）
- 9月21日（1854年11月11日） 幕府、オランダに蒸気軍艦2隻を発注（咸臨丸及び朝陽丸）
- 10月14日（1854年12月13日） プチャーチン、再び下田に来航。11月4日、東海地震津波のため、乗艦ディアナ号が大破、12月2日に沈没（翌年日本で帰国用の帆船「ヘダ号」が建造され、日本の造船工に洋式造船技術が伝わる嚆矢となる[2]）。東海道筋甚大被害、翌日には南海地震による津波で紀伊半島、四国に甚大被害
- 11月27日（1855年1月15日） 内裏炎上、地震、黒船来航などの災異のため安政に改元
- 12月21日（1855年2月7日） 日露和親条約調印（両国の国境が択捉島と得撫島の間とされた）

## 安政2年（1855年2月17日 - 1856年2月5日）
- 1月5日（1855年2月21日)　下田長楽寺にて日米本条約書交換[2]
- 2月4日（1855年3月21日)　薩摩藩製造の昇平丸品川来航（8月4日に幕府に献上）[2]
- 3月3日（1855年4月19日)　梵鐘を熔かして大砲を鋳造する勅命下る（毀鐘鋳砲）[2]
- 3月22日（1855年5月8日） プチャーチン、ディアナ号の代艦ヘダ号（後に量産され君沢形）で日本を離れる
- 6月9日（1855年7月22日） 長崎にオランダ軍艦スムービング号来航（艦長ペルス・ライケン）。幕府に寄贈され、日本最初の蒸気軍艦となる（後に観光丸と改称）
- 6月19日（1855年8月1日） 幕府、江戸湯島大小砲鋳立場で洋式小銃の鋳造を開始
- 6月29日（1855年8月11日） 幕府、諸大名・旗本に洋式銃の訓練を命じる
- 7月29日(1855年9月10日)　矢田堀景蔵、勝麟太郎ら、長崎海軍伝習所の一期生に選ばれ、オランダ人より汽船運転術を学ぶ（日本海軍の起源となる）[2]
- 8月23日（1855年10月3日） 薩摩藩、江戸の薩摩藩邸前の海で、初の国産蒸気船雲行丸の試運転に成功
- 10月2日（1855年11月11日） 安政江戸地震（安政の大地震）。江戸で町方死者4,700人余。復旧事業費用等のため幕府の財政悪化の一因となる。黒船来航以降、海防参与として将軍を補佐していた藤田東湖も震死する[2]。
- 10月9日（1855年11月18日） 阿部正弘、堀田正睦に老中首座を譲る
- 10月14日（1855年11月23日） 幕府、旗本・諸藩士・庶民の蝦夷地移住開拓を許可
- 10月22日（1855年12月1日） 幕府、ペルス・ライケンらオランダ海軍軍人を教官とし、長崎に海軍伝習所を設立
- 12月23日（1856年1月30日） 日蘭和親条約調印

## 安政3年（1856年2月6日-1857年1月25日）
- 2月13日(1856年3月19日)　洋学教育機関として蕃書調所を九段下に設置（のちの開成所）[2]。
- 4月13日（1856年5月16日） 幕府、築地に講武所を開設。幕臣およびその子弟に剣術の他、洋式調練・砲術などを教授。越中島には練兵場も設けられ、洋式陸軍編制の起源となる[2]。大坂には安治・木津川の河口に砲台建設の命が下る（実行は1864年の天保山砲台）[3]。
- 7月21日（1856年8月21日） タウンゼント・ハリス、米総領事として下田に到着
- 10月17日(1856年11月14日)　堀田正睦、初の外交主任となる[2]。
- 12月18日（1857年1月13日） 徳川家定、島津斉彬（一橋派）の養女篤子と婚儀。

## 安政4年（1857年1月26日-1858年2月13日）
- 4月11日（1857年5月4日） 幕府、築地の講武所内に軍艦操練所を設立。長崎海軍伝習所の一期生が教授となる
- 5月26日（1857年6月17日） ハリスに迫られ下田奉行が日米和親条約を修補する全9箇条の下田協約を締結[2]。
- 6月17日（1857年8月6日）阿部正弘、死去
- 8月5日（1857年9月22日） オランダで建造された咸臨丸（最初の新造蒸気軍艦）、長崎に到着
- 8月23日（1857年10月10日） 咸臨丸で来日したヘンドリック・ハルデスの指導で長崎製鉄所の建設始まる
- 8月25日（1857年10月12日）　日露追加条約調印[2]
- 8月29日（1857年10月16日）　日蘭追加条約調印[2]
- 10月21日（1857年12月7日） ハリス、江戸城にて将軍家定に謁見し国書を渡す
- 11月5日（1857年12月20日） 吉田松陰、萩の松下村塾を叔父の玉木文之進から引き継ぐ
- 12月11日（1858年1月25日） 日米修好通商条約交渉開始
- 12月25日（1858年2月8日）　幕府全権、ハリス提出の条約草案を議定し、翌年5月5日に江戸、大阪、兵庫、新潟の開港を約す[2]。

## 安政5年（1858年2月14日-1859年2月2日）
- 2月5日（1858年3月19日） 老中堀田正睦、日米修好通商条約の勅許を得るために入京
- 3月12日（1858年4月25日） 岩倉具視等攘夷派公家88人、条約勅許への反対を表明し座り込み（廷臣八十八卿列参事件）
- 3月20日（1858年5月3日） 孝明天皇、条約勅許を拒否
- 4月23日（1858年6月4日） 南紀派の井伊直弼、大老に就任
- 5月1日（1858年6月11日） 井伊、将軍継嗣は徳川慶福（後の家茂）と老中に言い渡す
- 6月19日（1858年7月29日） 日米修好通商条約調印（老中松平忠固が無勅許でも即時調印を主張）
- 6月23日（1858年8月2日） 堀田正睦と松平忠固、老中を罷免される
- 7月5日（1858年8月13日） 井伊、一橋派の徳川斉昭、徳川慶篤、徳川慶勝、松平慶永を隠居謹慎などに処す。安政の大獄の始まり
- 7月6日（1858年8月14日） 十三代将軍徳川家定、死去
- 7月8日（1858年8月16日） 幕府、海防掛を廃し、外国奉行を設置。初代5人は全員一橋派で、4人が短期間で解任された
- 7月10日（1858年8月18日） 日蘭修好通商条約調印
- 7月11日（1858年8月19日） 日露修好通商条約調印
- 7月16日（1858年8月24日） 島津斉彬急死。井伊への抗議のための挙兵上洛計画実現せず
- 7月18日（1858年8月26日） 日英修好通商条約調印
- 8月8日（1858年9月13日） 朝廷、水戸藩に勅書を送る（戊午の密勅）。外国奉行を置き、水野忠徳らが任命される[2]。
- 9月3日（1858年10月9日） 日仏修好通商条約調印
- 10月25日（1858年11月30日） 徳川家茂、14代将軍に就任

## 安政6年（1859年2月3日-1860年1月22日）
- 4月27日(1859年5月29日)　公家の鷹司政通が落飾謹慎。続く5月3日に鷹司、三条、近衛ら公卿の落飾謹慎が命じられ皇威消長す。[2]
- 5月26日（1859年6月26日） 初代英国公使（着任時は総領事）ラザフォード・オールコック 品川に到着。6月12日批准書交換。
- 6月1日（1859年6月30日） 水野忠徳の策により小判の海外流出防止のため貿易専用通貨である安政二朱銀通用開始。しかし、ハリス、オールコックらの抗議によりわずか22日間で通用停止→幕末の通貨問題
- 6月2日（1859年7月1日） 神奈川・長崎・箱館を開港
- 6月12日（1859年7月11日） 英国と修好通商条約交換する[2]。
- 7月23日（1859年8月21日） ロシアと修好通商条約交換する[2]。
- 7月27日（1859年8月25日）日露国境策定交渉のために来日していたロシア海軍の軍人2名が殺害される。最初の外国人殺害事件
- 8月10日（1859年9月6日） 初代フランス公使（着任時は総領事）ギュスターヴ・デュシェーヌ・ド・ベルクール 着任。フランスと修好通商条約交換する[2]。
- 8月23日（1859年9月19日） グラバー来日、長崎にグラバー商会設立。後に討幕派を支援し、武器や弾薬を販売
- 10月7日（1859年11月1日）　橋本左内処刑[2]。
- 10月11日（1859年11月5日） ハリス、将軍家茂に謁見[2]。
- 10月27日（1859年11月21日） 吉田松陰、死刑。安政の大獄の最後の処分者
- 12月27日（1860年1月19日） 政字銀通用開始、最低品位の銀

## 安政7年/万延元年（1860年1月23日-1861年2月9日）
- 1月22日（1860年2月13日） 日米修好通商条約批准書交換のため万延元年遣米使節が米艦ポーハタン号で出発。護衛名目で咸臨丸も渡米。
- 2月5日（1860年2月26日） オランダ人船長殺害事件。日本の外国に対する賠償金支払いの初例となった[4]。
- 3月3日（1860年3月24日） 桜田門外の変。井伊直弼、暗殺される
- 3月18日（1860年4月8日） 江戸城火災や桜田門外の変などの災異のため万延に改元
- 3月27日（1860年4月17日） 遣米使節、ブキャナン大統領に謁見し批准書交換。
- 閏3月19日（1860年5月9日） 幕府、五品江戸廻送令を発布し物価高騰抑制を試みる（開港初年度で国内産生糸の20%以上が輸出に回されたため、価格が高騰していた）。
- 4月10日（1860年5月30日） 万延小判通用開始。金銀交換比が海外とほぼ同一となり、金の流出が止まる。
- 6月17日（1860年8月3日） 日葡修好通商条約調印（ポルトガル）
- 8月15日(1860年9月29日)　水戸藩主徳川斉昭（慶喜の父）没す[2]。
- 9月1日(1860年10月14日) 　徳川慶喜らの謹慎解かれる[2]。
- 9月27日（1860年11月9日） 遣米使節帰国
- 12月5日（1861年1月15日） 米通訳ヒュースケン、暗殺される
- 12月14日（1861年1月24日） 日普修好通商条約調印（プロイセン）

## 万延2年/文久元年（1861年2月10日-1862年1月29日）
- 2月3日（1861年3月13日） ロシア軍艦ポサドニック号、対馬芋崎を一時占拠（ポサドニック号事件）。芋崎の永久租借を要求したが、約半年後の8月28日に英国海軍の介入により退去。
- 2月19日（1861年3月29日） 讖緯説に基づく辛酉革命の年に当たるため文久に改元
- 3月25日（1861年5月4日） 長崎製鉄所（現三菱重工業長崎造船所）完成。日本最初の近代工場
- 5月12日(1861年6月19日)　長井雅楽、開国是認の航海遠略策を朝廷に建白(長井雅楽の公武周旋)[2]。
- 5月28日（1861年7月5日） 水戸浪士、英国大使館襲撃(第一次東禅寺事件)。これをきっかけに英国軍艦が横浜に常駐するようになる。
- 7月9日（1861年8月14日） オールコック、老中安藤信正、若年寄酒井忠毗との秘密会談で、攘夷勢力に対する幕府の力の限界を知り、江戸・大坂・新潟・兵庫の開市開港延期に理解を示す。
- 10月20日(1861年11月22日)　和宮親子内親王、将軍徳川家茂へ降嫁[2]。翌月、供の岩倉具視、廃帝の企てなしとする家茂自筆の誓書を得る[2]。
- 12月23日（1862年1月12日） 文久遣欧使節（開市開港延期交渉使節）、出発
- 12月（1862年1月） 幕府、水野忠徳を小笠原諸島に派遣、翌文久2年5月に領有宣言

## 文久2年（1862年1月30日-1863年2月17日）
- 1月15日（1862年2月13日） 公武合体派の老中安藤信正、水戸浪士に襲われ負傷（坂下門外の変）。4月11日、老中を罷免される
- 2月11日（1862年3月11日） 公武合体の象徴として皇女和宮親子内親王と家茂の婚儀
- 4月16日（1862年5月14日） 公武合体推進のため島津久光、兵を率いて入京。朝廷、幕府に三事策を求める
- 4月23日（1862年5月21日） 寺田屋騒動。久光の命令により薩摩藩攘夷派一掃される
- 5月9日（1862年6月6日） ロンドン覚書調印。兵庫・新潟・江戸・大坂の開港・開市を5年延期することが認められる。
- 5月29日（1862年6月26日） 第二次東禅寺事件。英国公使館再び襲われる
- 6月7日（1862年7月3日） 島津久光江戸到着、幕閣との交渉を開始
- 7月6日（1862年8月1日） 三事策に基づき、一橋慶喜が将軍後見職に、7月9日松平慶永が政事総裁職に任命される（文久の改革）
- 8月1日（1862年8月25日）京都守護職が設置され、会津藩主松平容保が就任[2]。
- 8月21日（1862年9月14日） 生麦事件。江戸から京都へ向かう久光一行の通行を妨害したイギリス人4人が殺傷される
- 12月12日（1863年1月31日） 高杉晋作ら長州藩士10名、英国公使館焼き討ち

## 文久3年（1863年2月18日-1864年2月7日）
- 2月2日（1863年3月20日） 尊攘派の台頭により長井雅楽失脚し、切腹を命ぜられる[2]
- 2月13日（1863年3月31日） 三事策に基づき、徳川家茂、上洛のため江戸出立
- 2月19日（1863年4月6日） 英国代理公使ニール、幕府に東禅寺事件と生麦事件の賠償金合計11万ポンドを要求。戦争になるとの噂が流れ、多くの日本人が横浜を脱出
- 3月 壬生浪士（新選組の前身）結成
- 3月4日（1863年4月21日） 徳川家茂上洛。将軍の上洛は徳川家光以来229年ぶり。
- 4月20日（1863年6月6日） 徳川家茂、孝明天皇に5月10日 をもっての攘夷実行を約束させられる。
- 5月3日（1863年6月18日） 生麦事件賠償金支払い予定日。攘夷令の影響を受け、幕府、英国に延期を通告
- 5月5日（1863年6月20日） ニール、英国東インド艦隊司令キューパー提督に、幕府に対する軍事行動を命令。キューパー、横浜から軍艦を江戸に向かわせる
- 5月9日（1863年6月24日） 小笠原長行、独断で賠償金11万ポンド全額を支払い、戦争回避。同時に、攘夷令に基づき開港場の閉鎖と外国人の退去を文書で通告するが、口頭で実行の意志がないことも伝える
- 5月10日（1863年6月25日） 長州藩、下関で外国商船を砲撃（下関戦争）
- 5月12日（1863年6月27日） 長州五傑、英国領事エイベル・ガウワーの助けを借り、英国留学のため横浜を密出国
- 5月18日（1863年7月3日） 幕府、文書にて開港場閉鎖と外国人追放を撤回
- 5月26日（1863年7月11日） 小笠原長行、幕府陸軍1600人を率い、海路横浜を出発、武力上洛を目指す。6月5日、家茂の説得により入京を断念するが、家茂の江戸帰還が認められる。
- 6月1日（1863年7月15日） 米国、下関に報復攻撃
- 6月5日（1863年7月19日） フランス、下関に報復攻撃。上陸し一部砲台を破壊。
- 6月7日（1863年7月21日） 高杉晋作、藩に奇兵隊編成を建白
- 7月2日（1863年8月15日） 薩英戦争
- 8月13日（1863年9月25日） 会薩同盟成立
- 8月17日（1863年9月29日） 天誅組の変。公卿中山忠光を主将とした尊皇攘夷派浪士が大和国で決起するが、9月27日に壊滅。
- 8月18日（1863年9月30日） 八月十八日の政変。七卿落ち。京都から攘夷派が一掃される。
- 9月1日（1863年10月13日） 一橋慶喜、鎖港談判の着手勅命を受ける。9月15日、米・蘭との交渉を行うが、両国これを拒否
- 9月2日（1863年10月14日） 井土ヶ谷事件。攘夷派の浪士によるフランス士官殺傷事件。
- 10月5日（1863年11月15日） 薩英戦争の講和成立、賠償金2万5千ポンド支払い。この交渉を通じて、薩摩と英国が接近
- 10月12日（1863年11月22日） 生野の変。平野国臣等尊攘派浪士が但馬国生野で挙兵するも数日で鎮圧される
- 12月8日（1864年1月16日）小栗忠順、横須賀製鉄所建設案を幕府に提出
- 12月29日（1864年2月6日） 横浜鎖港談判使節団、フランスへ向けて出発
- 12月29日（1864年2月6日） 日本瑞西国修好通商条約調印（スイス）
- 12月30日（1864年2月7日） 一橋慶喜・雄藩諸侯（松平慶永、山内豊信、伊達宗城、松平容保、島津久光）ら朝議参預に任じられる（参預会議）

## 文久4年/元治元年（1864年2月8日-1865年1月26日）
- 1月15日（1864年2月21日） 徳川家茂、再度上洛
- 2月20日（1864年3月27日） 讖緯説に基づく甲子革令の年に当たるため元治に改元
- 3月9日（1864年4月14日） 参与会議瓦解
- 3月19日（1864年4月24日） 西郷隆盛、薩摩藩の軍賦役（軍司令官）に任命される
- 3月22日（1864年4月27日） 第二代フランス公使レオン・ロッシュ着任
- 3月27日（1864年5月2日） 天狗党の乱。水戸藩執政武田耕雲斎を中心とし、横浜即時鎖港を求め挙兵。12月17日（1865年1月14日）投降
- 5月 (1864年5月) 神戸海軍操練所設置。江戸幕府軍艦奉行の勝海舟の建言により幕府が神戸に設置した海軍士官養成機関
- 5月17日（1864年6月20日）　外国奉行池田長発、パリ約定締結[2]。横浜鎖港を求めて渡仏したが拒否され、フランス側のさらなる要求を飲まされる。
- 6月5日（1864年7月8日） 池田屋事件。長州藩、土佐藩などの攘夷派多数が新選組に斬殺・逮捕される
- 6月10日（1864年7月13日） 長州五傑の内伊藤俊輔、井上聞多、緊急帰国。オールコックの同意を得、長州藩の攘夷中止の説得を試みるが、失敗
- 7月11日（1864年8月12日） 佐久間象山暗殺される。
- 7月19日（1864年8月20日） 禁門の変。薩摩藩・会津藩が、御所を攻撃した長州藩を京都から駆逐。
- 7月23日（1864年8月24日）孝明天皇、禁裏守衛総督一橋慶喜を召し、長州を「すみやかに誅伐せよ」と自らの言葉で伝える。長州藩は朝敵とされた
- 8月3日（1864年9月3日）　将軍家茂、長州藩討伐の令を発す[2]。
- 8月5日（1864年9月5日） 馬関戦争。英仏蘭米連合軍、下関を攻撃。長州藩敗北。但し、賠償金300万ドルは幕府が支払うことになる
- 11月18日（1864年12月16日） 第一次長州征伐。征長軍参謀西郷隆盛の妥協案に基づき、長州藩、戦わずして恭順
- 12月15日（1865年1月12日） 高杉晋作、下関で挙兵（功山寺挙兵）。長州藩の藩論が倒幕に統一される

## 元治2年/慶応元年（1865年1月27日-1866年2月14日）
- 3月22日（1865年4月17日） 薩摩藩英国留学生団(薩摩スチューデンツ)密出国
- 4月7日（1865年5月1日） 禁門の変や社会不安などの災異のために慶応に改元
- 5月 土佐勤王党、弾圧される
- 閏5月2日（1865年5月26日） 第二代英国公使ハリー・パークス着任
- 8月24日（1865年10月13日） 幕府、フランスの協力を得て、レオンス・ヴェルニーの指導で横須賀製鉄所着工
- 9月16日（1865年11月4日） パークスの主導で英仏蘭三ヶ国艦隊、兵庫沖に来航。条約勅許と兵庫の早期開港を求める（兵庫開港要求事件）
- 10月1日（1865年11月18日)　将軍家茂辞表出すも許されず[2]。
- 10月5日（1865年11月22日） 朝廷、条約に対する勅許を出す。兵庫開港は認めず

## 慶応2年（1866年2月15日-1867年2月4日）
- 1月21日（1866年3月7日） 京都で 坂本龍馬の仲介で西郷隆盛・小松帯刀と桂小五郎会談。薩長同盟成立
- 1月30日（1866年3月16日） アーネスト・サトウ、ジャパン・タイムスに匿名で論文寄稿。将軍を主権者と見なさないとする内容だが、後に翻訳され『英国策論』と題され出版される。井土ヶ谷事件にも言及した
- 3月1日（1866年4月15日）長州藩主毛利敬親父子に蟄居の幕命下るも無視[2]。
- 4月7日（1866年5月21日） 海外行き許可の認証に関する布告。商用・留学目的の海外渡航が解禁される
- 5月2日（1866年6月14日） 国産初の蒸気軍艦千代田形就役
- 5月13日（1866年6月25日） 幕府、英米仏蘭に迫られ改税約書（江戸条約）に調印。輸入関税の引き下げにより、以降輸入が急増
- 6月7日（1866年7月18日） 富士山丸等幕府艦隊の屋代島（周防大島）への砲撃が始まる。第二次長州征伐開始。しかし薩摩藩は出兵を拒否。
- 6月21日（1866年8月1日） 日白修好通商条約調印（ベルギー）
- 7月16日（1866年8月25日） 日伊修好通商条約調印
- 7月20日（1866年8月29日） 将軍家茂、死去（20歳）
- 8月20日（1866年9月28日） 小栗忠順、ロッシュの仲介によりフランスからの600万ドルの借款契約に成功。これにより幕府の近代化と軍事力の強化を目指す
- 8月30日（1866年10月8日）岩倉具視、親幕派の関白二条斉敬や朝彦親王の追放を策謀、同志の大原重徳,中御門経之ら22名が朝廷に列参奏上したが、孝明天皇はこれを退け、逆に22名に対して謹慎等の処分を下した（廷臣二十二卿列参事件）
- 9月2日（1866年10月10日） 幕府、長州征伐の目的果たせず、講和成立
- 10月12日（1866年11月18日）　樺太問題協議のため箱館奉行小出秀実をロシアに派遣[2]
- 11月15日（1866年12月21日） ロッシュ、徳川慶喜の依頼により幕政改革を提言
- 12月5日（1867年1月10日） 徳川慶喜、十五代将軍に就任
- 12月7日（1867年1月12日） 日丁修好通商条約調印（デンマーク）
- 12月8日（1867年1月13日） フランス軍事顧問団、横浜に到着。翌日から幕府陸軍の訓練を開始。
- 12月12日（1867年1月17日）孝明天皇、高熱を発す
- 12月16日（1867年1月21日）孝明天皇の体に発疹があらわれ疱瘡と診断される
- 12月23日（1867年1月28日）孝明天皇、膿が収まり、吹出物が乾きはじめ、食欲回復、順調に快復
- 12月25日（1867年1月30日）孝明天皇、容態劇変、発熱、嘔吐、血便に苦しまれ、亥の刻（午後11時）過ぎ崩御。享年37（満35歳）。
- 12月～ 慶応の改革。ロッシュの意見を入れ老中の総裁制度（職務明文化）を採用

## 慶応3年（1867年2月5日-1868年1月24日）
- 1月9日（1867年2月13日）　明治天皇即位
- 1月11日（1867年2月15日） 徳川昭武、パリ万博のため出発
- 1月23日（1867年2月27日） 幕府、長州征伐の師を解く[2]
- 2月6日（1867年3月11日） 徳川慶喜、大坂城でロッシュと会見（同月7日、20日にも会見）
- 3月25日（1867年4月29日） 徳川慶喜、各国公使を謁見（～29日）。兵庫開港を確約し、各国公使の信頼を得る。このとき、パークスのみが慶喜の敬称を「陛下」ではなく「殿下」とした
- 4月14日（1867年5月17日） 高杉晋作死去
- 4月15日（1867年5月18日） フランス新外相ムスティエ、600万ドル借款を拒否。ロッシュ反論するが覆せず。
- 5月4日（1867年6月6日） 四侯会議（島津久光、松平慶永、山内豊信、伊達宗城）
- 5月17日（1867年6月19日）赤松小三郎、松平慶永に日本最初の議会制民主主義体制の建白書「御改正之一二端奉申上候口上書」を提出。同様の建白書を幕府や薩摩藩の島津久光にも提出した
- 5月18日(1867年6月20日)京都東山の料亭「近安楼」で土佐藩・板垣退助、福岡藤次、中岡慎太郎と広島藩・船越洋之助が会見し、武力討幕を密談
- 5月21日(1867年6月23日)、中岡慎太郎の仲介により、薩摩の小松帯刀の寓居（御花畑屋敷）において小松帯刀、西郷隆盛、吉井幸輔らと、土佐の板垣退助、谷干城、毛利恭助、中岡慎太郎らが武力討幕を議し薩土討幕の密約を締結
- 5月22日(1867年6月24日)、板垣退助が山内容堂に薩土討幕の密約を結んだことを事後報告。容堂は驚くも、これを咎めず、武器調達と軍制改革を板垣へ指示
- 5月24日（1867年6月26日） 徳川慶喜、四侯会議を制し、兵庫開港の勅許を得る
- 5月25日（1867年6月27日）四侯会議の不発と薩土討幕の密約を受けて会議を開き、薩摩藩は武力倒幕の方針を固める
- 5月27日（1867年6月29日）板垣退助が中岡慎太郎に武器調達を指示。中岡はこれを受けて大坂でベルギー製活罨式（かつあんしき）アルミニー銃（英語版）(Albini-Braendlin_rifle)300挺を購入
- 6月10日頃（1867年7月11日頃） 坂本龍馬が土佐藩参政後藤象二郎に大政奉還を含む案を提示
- 9月3日（1867年9月30日）赤松小三郎、薩摩藩の中村半次郎と田代五郎左衛門に暗殺される
- 9月18日（1867年10月15日）毛利敬親、討幕挙兵の断を下す。「禁闕奉護の処、実に大事の事にて、玉を奪われ候ては実に致し方なき事とはなはだ懸念。かえすがえすも手抜かりはこれ無き筈ながら別して入念に候様」。敬親は大久保一蔵を身近に招き、手ずから短刀一振を与える（大久保一蔵日記）
- 10月3日（1867年10月29日） 土佐藩主山内豊範、大政奉還の建白書を徳川慶喜に提出
- 10月6日（1867年11月2日）薩摩藩の大久保利通と長州藩の品川弥二郎、岩倉具視に幕府との戦争に備えて錦旗の使用を提案し製作を指示
- 10月14日（1867年11月9日）岩倉具視、中山忠能と正親町三条実愛と中御門経之と画策して 討幕の密勅を薩摩藩と長州藩に下す
- 10月14日（1867年11月9日） 徳川慶喜、政権返上を明治天皇に上奏（大政奉還）。坂本龍馬は「将軍家今日の御心中さこそと察し奉る。よくも断じ給へるものかな。余は誓って公の為に一命を捨てん」と語った（渋沢栄一『徳川慶喜公伝』）。朝廷、これを受けて薩長に倒幕延期の沙汰書を下す。これ以降、武力倒幕の大儀を失った薩摩藩の西郷隆盛は、相楽総三ら尊攘派浪士を用い、江戸で辻斬り・強盗・放火・強姦など凶悪犯罪を繰り返し、幕府側から戦端を開かせようと挑発し続ける
- 10月24日（1867年11月19日） 徳川慶喜、征夷大将軍辞職を申し出るが、朝廷はこれを認めず
- 11月15日（1867年12月10日） 坂本龍馬、中岡慎太郎、暗殺される（近江屋事件）
- 11月18日（1867年12月13日）長州藩世子毛利広封、薩摩藩主島津茂久と西郷吉之助と武力討幕の挙兵を計画
- 11月22日（1867年12月17日）長州藩の木戸孝允、同藩の品川弥二郎宛て書簡に「甘（うま）く玉（ぎょく）を我方へ抱き奉り候御儀、千載の大事」と書く
- 12月7日（1868年1月1日） ロンドン覚書に従って、兵庫が開港される。それを祝うため、英・米・仏の艦艇17隻が集結。各国公使も大坂に滞在
- 12月9日（1868年1月3日）岩倉具視、薩摩・土佐・安芸・尾張・越前の五藩に王政復古への協力を求める。朝議では長州藩主毛利敬親・定広父子の官位復旧と入京の許可、岩倉具視ら勅勘の堂上公卿の赦免、三条実美ら五卿の赦免などが決められた
- 12月9日（1868年1月3日）五藩兵が御所の九門を封鎖。摂政二条斉敬や朝彦親王ら親幕府的な朝廷首脳は参内を禁止され、赦免されたばかりの岩倉具視らが参内して 王政復古の大号令を発した。徳川慶喜の将軍職辞職を勅許、江戸幕府廃止、京都守護職・京都所司代の廃止、摂政・関白の廃止、新たに総裁・議定・参与の三職をおく
- 12月9日（1868年1月3日）小御所で最初の三職会議が開かれた。山内容堂らは大政奉還を英断した徳川慶喜の出席を求め、慶喜を議長とする諸侯会議政体を主張した。しかし岩倉具視らは慶喜の辞官納地を主張し、会議は紛糾。西郷隆盛の「ただ一匕首（ひしゅ）あるのみ」という言葉が土佐藩に伝えられ、再開された会議では反対する者はなく、慶喜の辞官納地が決定した。ただし松平春嶽らの努力で400万石全納から200万石半納になった
- 12月10日（1868年1月4日）長州軍、上洛
- 12月12日（1868年1月6日） 徳川慶喜、二条城を退去。翌日大坂城に到着
- 12月12日（1868年1月6日）薩摩の強硬な動きに在京諸藩の反発が広がり、肥後藩・筑前藩・阿波藩などが薩摩軍を御所から引揚げるよう要求する。薩摩藩内部からも大久保・西郷の強硬路線に反発の声が上がる。松平春嶽、｢何れも薩の大久保一蔵･岩下左次右衛門･大嶋（西郷）吉之助等、悪まさるものなし。何分ヶ様相成候上からは早ふ真公議会にいたし度と、薩外（土佐・安芸・尾張・越前）は尽く骨折申候｣。春嶽は、大久保･西郷を｢奸士｣と呼び、早く｢真公議会｣を始めたい、薩摩・土佐・安芸・尾張・越前の五藩だけでは｢私議｣である、と述べている（松平茂昭宛書簡）
- 12月14日（1868年1月8日）仁和寺宮（議定）が岩倉や大久保ら身分が低い者の強硬意見を抑えるべく、身分を正すことを求める意見書を提出
- 12月16日（1868年1月10日） 徳川慶喜、イギリス・フランス・アメリカ・オランダ・イタリア・プロシアの6カ国公使に「全国の衆論を以て我が国の政体を定るまでは、条約を履み、各国と約せし諸件を一々執り行ひ、始終の交際を全うするは余が任にある」と政権維持を宣言
- 12月19日（1868年1月13日）大久保、新政権の諸外国からの承認獲得と外交の継続を宣言すべく、アーネスト・サトウ（英国公使館）らと協議し、諸外国への通達詔書案を作成。しかしそこに「列藩会議を興し、汝に告ぐる」とあることから、松平春嶽・山内容堂らは、小御所会議は数藩の代表でしかなく列藩会議とは言えないとして、改めて議論すべきと主張
- 12月19日（1868年1月13日）慶喜、総裁有栖川宮に「天下ノ公議輿論ヲ採リ」「天下列藩ノ衆議ヲ尽シ、公明正大ノ理由ヲ以テ正ヲ挙ゲ奸ヲ退ク」べきとし、それができないなら王政復古の大号令を取消すことを要求。
- 12月22日（1868年1月19日）朝廷、「徳川祖先ノ制度美事良法ハ其侭被差置、御変更無之之候間」と告諭
- 12月24日（1868年1月21日）徳川家の納地は「政府之御用途」のため供するという表現となり、慶喜への処分的な色彩は失われれ、納地高も「天下公論の上」すなわち諸侯会議において決定するとされた
- 12月25日（1868年1月22日） 江戸市中での薩摩藩による度重なる挑発行為に対して、庄内藩が薩摩藩江戸藩邸を攻撃
- 12月28日（1868年1月25日）徳川慶喜、辞官納地を承認。 朝廷、慶喜を前内府として議定に任じることを決定。朝廷、大坂城の慶喜に上洛を命ず。大坂城に薩摩藩邸焼き討ちの経緯が伝わり、「薩摩討つべし」の声が高まる。薩摩藩・西郷隆盛が土佐藩・谷干城へ薩・長・芸の三藩へは既に討幕の勅命が下ったことを示し、薩土討幕の密約に基づき、板垣退助を大将として国元の土佐藩兵を上洛させ参戦することを促す。谷は大仏智積院の土州本陣に戻って、執政・山内隼人（深尾茂延、深尾成質の弟）に報告。

## 慶応4年/明治元年（1868年1月25日-1869年2月10日）
- 1月1日（1868年1月25日）慶喜、「討薩表」を発す。谷干城は、薩土討幕の密約に基づき板垣退助が兵を率いて上洛するよう国元に要請するため、下横目・森脇唯一郎を伴って京都から土佐へ向けて出発
- 1月2日（1868年1月26日）慶喜、大阪から京都へ向けて出発
- 1月3日（1868年1月27日） 慶喜の入京を阻止せんとする薩摩兵の一斉射撃によって鳥羽・伏見の戦い起こり、戊辰戦争始まる
- 1月3日（1868年1月27日）朝廷では緊急会議が召集され、大久保利通は「旧幕府軍の入京は新政府の崩壊であり、徳川征討の布告と錦旗の掲揚が必要」と主張したが、松平春嶽は「これは薩摩藩と旧幕府勢力の私闘であり、朝廷は中立を保つべき」と反対を主張。会議は紛糾したが、議定の岩倉具視が徳川征討に賛成したことで会議の大勢は決した
- 1月3日（1868年1月27日）「其時西郷氏の話されますには、今日の伏見の戦争はまだ二三ヶ月向である積りであったけれども、全く君等が江戸に於ての尽力に依って昨年の十二月二十五日の事に及で今日の戦争が起った訳で、始めて我輩の愉快な時を得た」（江戸薩摩藩浪士隊副総裁・落合直亮）
- 1月4日（1868年1月28日） 朝廷、仁和寺宮嘉彰親王に錦旗・節刀を与える。薩長軍、官軍となる。薩土討幕の密約により土佐藩兵が参戦
- 1月6日（1868年1月30日） 徳川慶喜、大坂城を脱出、海路江戸に戻る。谷干城が土佐に到着。
- 1月7日（1868年1月31日） 徳川慶喜追討令「彼より兵端を開き候上は慶喜反状明白」。旧幕府側、朝敵となる
- 1月9日（1868年2月2日） 板垣退助の失脚が解かれ、土佐藩の軍令首脳に復職
- 1月11日（1868年2月4日） 神戸事件。備前藩兵、各国外交団を銃撃。明治政府初の外交問題
- 1月12日（1868年2月5日）小栗忠順は、薩長軍が箱根を降りてきたころを陸軍で迎撃し、同時に榎本率いる旧幕府艦隊を駿河湾に突入させて艦砲射撃で後続補給部隊を壊滅させ、孤立化し補給の途絶えた薩長軍を殲滅する作戦を立てた。それを無視して立ち去ろうとする慶喜の袴の裾を握って決断を迫ったが、慶喜は小栗の解任を言い放ち、裾を払って姿を消した。のちにこの作戦を聞いた大村益次郎は「この策が実行されていたら我々の首はなかった」と語った
- 1月13日（1868年2月6日）土佐藩が深尾成質を総督、板垣退助を大隊司令として迅衝隊を編成し土佐を出陣
- 1月14日（1868年2月7日）明治天皇元服し、大赦が行われ、王政復古の国書を各国公使に付す[2]。
- 1月15日（1868年2月8日） 朝廷、東久世通禧を派遣し、各国外交団に対し開国和親・条約遵守を宣言し、神戸事件の交渉開始
- 1月15日（1868年2月8日） 徳川慶喜、主戦派の中心人物である小栗忠順を正式に解任、恭順の意を表明
- 1月19日（1868年2月12日） ロッシュ、江戸に戻り徳川慶喜に再起を促すが、慶喜はこれを拒否
- 1月20日（1868年2月13日） 青松葉事件発端。この日、尾張藩内佐幕派の領袖と目されていた尾張徳川家家老渡辺新左衛門在綱を始め三重臣が名古屋城二丸御殿向屋敷にて斬首され、1月25日（1868年2月18日）までに更に十一名の尾張藩士が処刑される
- 1月25日（1868年2月18日） パークス、戊辰戦争に対する英国の局外中立を宣言。他国もこれに追従
- 2月9日（1868年3月2日） 徳川慶喜征伐の部署が置かれ、薩長以下20余藩の兵が配属される。
- 2月12日（1868年3月5日） 徳川慶喜、江戸城を出て上野・寛永寺に謹慎
- 2月14日（1868年3月7日） 土佐藩・迅衝隊が板垣退助を総督とし、御親征東山道総督府軍先鋒隊として京都より出陣
- 2月15日（1868年3月8日） 堺事件
- 2月23日（1868年3月16日） 勝海舟、陸軍総裁（後に軍事総裁）に任命され、幕府全権として新政府軍との講和を目指す
- 2月30日（1868年3月23日）　各国公使ら初参内。英国公使パークスは暴徒に襲われ(パークス襲撃事件)、翌月参内する[2]。
- 3月5日（1868年3月28日）　板垣退助率いる土佐藩・迅衝隊が甲府城に入城
- 3月6日（1868年3月29日）　板垣退助率いる土佐藩・迅衝隊が甲州勝沼で、近藤勇らを撃破
- 3月13日（1868年4月5日）　勝・西郷会談し、徳川氏処分について協議。パークスの圧力もあり江戸攻撃中止が決定
- 3月14日（1868年4月6日）　五箇条の御誓文発布[2](公家・大名向け)。
- 3月15日（1868年4月7日）　五榜の掲示発布(民衆向け)。
- 3月21日（1868年4月13日）　明治天皇、大坂行幸のため京都を出発。閏4月8日京都に還幸
- 4月11日（1868年5月3日） 江戸城無血開城
- 4月12日（1868年5月4日） 榎本武揚、旧幕府艦隊の引渡要求を拒否し、軍艦8隻を率いて江戸脱出するも説得され4月17日に4隻を新政府に引き渡す（旧幕府艦隊の脱走）。
- 閏4月1日（1868年5月22日） パークス、大坂城にてビクトリア女王の信任状を明治天皇に提出（外国による最初の明治政府正式承認）
- 閏4月6日（1868年5月27日）新政府軍、罪なくして小栗忠順を斬首
- 閏4月25日（1868年6月15日） 新政府軍、白河への攻撃を開始。会津戦争始まる
- 5月2日（1868年6月21日）　新政府、長岡藩の中立要請を拒否、北越戦争始まる
- 5月3日（1868年6月22日） 奥羽越列藩同盟成立
- 5月15日（1868年7月4日） 上野戦争。彰義隊、一日で壊滅
- 7月17日（1868年9月3日） 江戸を東京と改称
- 7月29日（1868年9月15日） 新政府軍、越後を平定
- 8月21日（1868年10月6日） 新政府軍、会津領内に侵攻
- 8月27日（1868年10月12日）天皇即位式行なわれる[2]。
- 9月8日（1868年10月23日） 明治に改元、同年1月1日に遡って新元号･明治を適用。一世一元の制を定める[2]。
- 9月16日（1868年10月31日） 榎本武揚ら、開陽丸など旧幕府艦隊主力を率いて品川沖を脱走。ジュール・ブリュネらフランス軍事顧問団の一部もこれに同行
- 9月20日（1868年11月4日） 明治天皇、東京行幸のため京都を出発
- 9月22日（1868年11月6日） 板垣退助率いる御親征東山道先鋒総督府迅衝隊が会津藩に勝利
- 9月23日（1868年11月7日） 庄内藩降伏、奥羽越列藩同盟瓦解。東北平定する。
- 10月1日（1868年11月14日）弘道館戦争。旧幕府軍残党が水戸に侵攻するが敗退。
- 10月6日（1868年11月19日）松山戦争。水戸から転戦した旧幕府軍残党が全滅。本州における地上戦は終結
- 10月13日（1868年11月26日） 明治天皇、江戸城に到着。名を「東京城」と改める。12月22日京都に還幸
- 10月22日（1868年12月5日） 榎本軍、箱館府軍と交戦して箱館戦争が始まる。11月22日までに蝦夷地を平定
- 11月15日（1868年12月28日） 開陽丸、座礁・沈没
- 12月15日（1869年1月27日） 蝦夷共和国成立
- 12月28日（1869年2月9日） 諸外国、局外中立を解除。明治政府が日本の唯一の正統政府とみなされる。

## 明治2年（1869年2月11日-1870年1月31日）
- 1月5日（1869年2月15日） 横井小楠、京都にて暗殺される
- 2月3日（1869年3月15日） 米国、中立解除につき新政府に装甲艦甲鉄を引渡し。新政府軍の海軍力が蝦夷共和国軍を上回る
- 3月6日（1869年4月17日）山縣有朋、西郷従道、軍制調査のため渡欧[2]。
- 3月7日（1869年4月18日） 公議所開設[5]。
- 3月25日（1869年5月6日） 宮古湾海戦。蝦夷共和国軍、甲鉄の奪取を試みるも失敗
- 3月28日（1869年5月9日） 明治天皇、東京城に到着、「皇城」と称する。これより実質的に東京が首都となる
- 4月9日（1869年5月20日） 新政府軍、蝦夷地に上陸
- 5月18日（1869年6月27日） 榎本武揚、新政府軍に降伏。箱館戦争終結
- 6月17日（1869年7月25日）諸侯に版籍奉還が勅許される[2]。
- 9月4日（1869年10月8日）兵部大輔大村益次郎刺客に襲われ、11月5日逝去[2]。(→明治#年表)